# ヨハン2世 (ザクセン＝ラウエンブルク公)
ヨハン2世（Johann II., 1275年ごろ - 1322年4月22日）は、ザクセン＝ラウエンブルク公ヨハン1世とビルイェル・ヤールの娘インゲボルグ・ビルイェルドッテル（1253年ごろ - 1302年6月30日）の長男。幼年時は叔父のアルブレヒト2世の後見を受け、アルブレヒト2世および弟のアルブレヒト3世とエーリヒ1世とともにザクセンを統治した。1296年、ヨハン2世、弟らと叔父アルブレヒト2世はザクセン公領を、アルブレヒト2世が統治するザクセン＝ヴィッテンベルクと、兄弟が共同統治するザクセン＝ラウエンブルクに分割した。その後、ヨハン2世はザクセン＝メルン公領を統治し、後に領地は拡大しザクセン＝ベルゲドルフ＝メルンとよばれた。ヨハン2世は1314年のドイツ王選挙においてザクセン選帝侯を務めた。

## 生涯
ヨハン2世は病弱で、幼い頃に失明していたため、兄弟の中でも凡庸と考えられていた。ヨハン2世の父ヨハン1世は1282年に退位し、3人の未成年の息子であるアルブレヒト3世、エーリヒ1世そしてヨハン2世を公位を譲った。しかし兄弟は幼年であったため、叔父のアルブレヒト2世に養育された。ヨハン2世と弟たちは成人し、共同統治を開始した。兄弟とその叔父アルブレヒト2世を共同統治の公爵として記した最後の文書は1295年のものである。
1296年9月20日以前にザクセン公領を、ヨハン2世とその弟らが共同統治するザクセン＝ラウエンブルクと、叔父のアルブレヒト2世が統治するザクセン＝ヴィッテンベルクに分割した。フィーアランデ、ザーデルバンデ（ラウエンブルク・ラント）、 ラッツェブルク・ラント、ダルジンク・ラント（後のアムト・ノイハウス）、ハーデルンの地がヨハンら兄弟の領土として記されている。叔父アルブレヒト2世は、ヴィッテンベルクとベルツィヒ周辺のザクセン＝ヴィッテンベルクを手に入れた。
ヨハン2世とその弟らは当初ザクセン＝ラウエンブルクを共同統治し、その後3つの領地に分割したが、飛び地であるハーデルンの地は兄弟の共同統治のままであった。その後、ヨハン2世はメルン、ザクセンヴァルト（ザクセンの森）の一部、シュテックニッツ川西側のラッツェブルクの地を手に入れた。さらに1321年に、1308年に亡くなったアルブレヒト3世の領地を相続した弟エーリヒ1世から、ベルゲドルフ（フィーアランデ）とその城を手に入れた。こうして、ヨハン2世の領地はザクセン＝ベルゲドルフ＝メルンと呼ばれるようになった。
長兄であるヨハン2世は、ザクセン＝ラウエンブルク公領とザクセン＝ヴィッテンベルク公領の間で争われていたザクセン選帝侯の役割を無事に務めた。1314年にヨハン2世は、ヴィッテルスバッハ家のルートヴィヒ4世とハプスブルク家のフリードリヒ3世が争ったドイツ王選挙に参加した。
ルートヴィヒ4世は7票中、ザクセン選帝侯の権利を主張するヨハン2世、トリーア選帝侯バルドゥイン・フォン・ルクセンブルク、正統なボヘミア王ヨハン・フォン・ルクセンブルク、マインツ選帝侯ペーター、そしてブランデンブルク選帝侯ヴァルデマールの5票を獲得した。
一方でフリードリヒ3世は7票中、廃位されたボヘミア王ハインリヒ、ケルン選帝侯ハインリヒ2世、ルートヴィヒ4世の兄プファルツ選帝侯ルドルフ1世、そしてヨハン2世の従兄弟でザクセン選帝侯の権利を争っていたザクセン＝ヴィッテンベルク公ルドルフ1世の4票を獲得した。最終的に、ルートヴィヒ4世がドイツ王として選出された。

## 結婚と子女

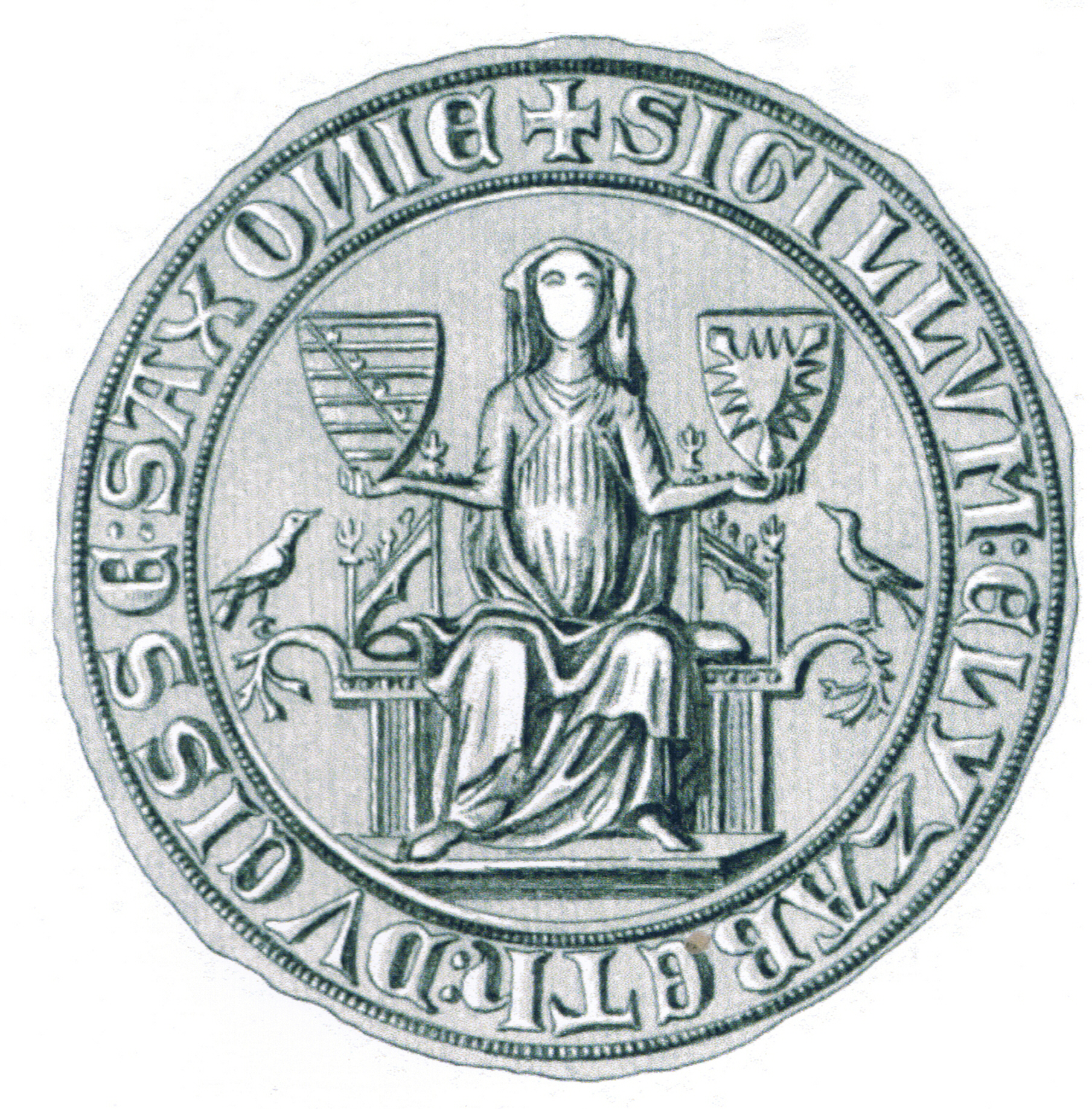
エリーザベト・フォン・ホルシュタイン＝レンズブルクのシール（1318年頃）

1315年ごろに、ホルシュタイン＝レンズブルク伯ゲルハルト3世の妹エリーザベト（1300年頃 - 1340年）と結婚した。2人の間に1男が生まれた。
- アルブレヒト4世（1315年 - 1343/4年） - ザクセン＝ラウエンブルク公